# Nicotiana excelsior
Nicotiana excelsior är en potatisväxtart som först beskrevs av J. Black, och fick sitt nu gällande namn av J. Black. Nicotiana excelsior ingår i släktet tobak, och familjen potatisväxter. Inga underarter finns listade i Catalogue of Life.